# Architektonická studie
Architektonická studie se zpracovává pro lepší představu o budoucím stavebním záměru. Může sloužit jak jednotlivým investorům pro jejich soukromé účely, tak širšímu publiku např. u veřejných staveb. Není tedy primárně určena pro komunikaci se stavebním úřadem nebo dotčenými orgány. Zpracovávána bývá převážně architekty, na rozdíl od projektové dokumentace, kterou zpravidla zpracovávají spíše projektanti.

## K čemu slouží architektonická studie
- optimalizace finančních zdrojů, estetického ztvárnění a funkčního uspořádání
- předběžný výpočet ceny budoucího díla (převážně za pomocí výpočtu obestavěného prostoru)
- podklad pro projektanta respektive další stupně projektové dokumentace
- vizuální „zhmotnění“ idejí (např. za pomocí počítačových vizualizací)
- lepší představa prostorové a hmotové náročnosti v daném území
- zapracování územních regulativ, které by byly v dalších stupních obtížné zapracovat nebo dokonce nemožné

## Rozsah a měřítko
Rozsahově není architektonická studie definována v žádném vládním předpisu nebo vyhlášce na rozdíl od projektové dokumentace řídící se vyhláškou č. 499/2006 sb.
V závislosti na velikosti a složitosti stavby se volí různá měřítka tisku. Nejpoužívanější podoba architektonické studie je v měřítku M 1:100 a M 1:200 v tomto rozsahu:
- půdorysy řešených podlaží
- řezy
- pohledy
- situace
- textová část
- vizualizace

## Jiné formy architektonické studie
- urbanistická studie
- návrh interiéru
- investiční záměr
- hmotová studie